# Cumberland sausage

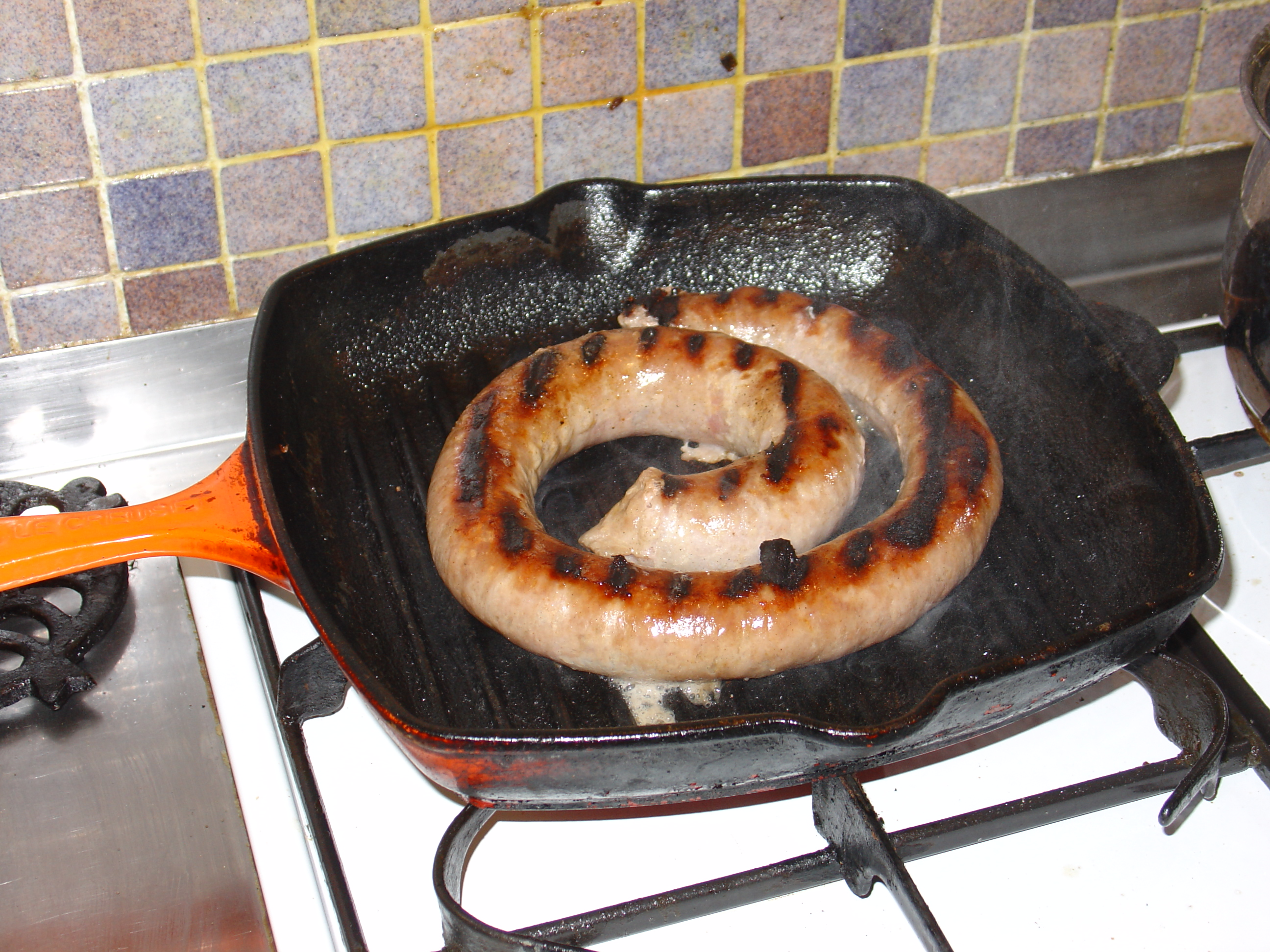
Cumberland sausage

Cumberland sausage – rodzaj angielskiej kiełbasy wieprzowej wywodzącej się z historycznego hrabstwa Cumberland. Tradycyjnie kiełbasa jest długa i zwinięta w spiralę.
Kiełbasa po raz pierwszy opisana została w książce Reliable Guide to the Curing of Cumberland Hams and Bacon, and the Preparation of the Offal in the Cumberland Style, wydanej w 1911 roku, choć jej początki najprawdopodobniej sięgają XVI wieku, gdy na obszar ten przybyli niemieccy górnicy. W przeszłości kiełbasa ta produkowana była z mięsa świń rasy Cumberland, te jednak wymarły w latach 60. XX wieku.
Cumberland sausage zwykle ma różowy kolor. Wytwarzana jest z grubo mielonych lub krojonych kawałków mięsa wieprzowego (co najmniej 80% zawartości produktu), w tym tłuszczu (nie więcej niż 20%), rozdrobnionych sucharów, z dodatkiem wody (maksymalnie 5% zawartości), przypraw i ziół. Podstawową przyprawą jest pieprz (czarny, biały bądź cayenne), któremu kiełbasa zawdzięcza stosunkowo pikantny smak. Uzupełnia go mieszanka soli, tymianku, szałwii i gałki muszkatołowej. Kiełbasę zawija się w naturalne jelito wieprzowe.
W 2011 roku kiełbasa wpisana została do rejestru produktów o chronionym pochodzeniu geograficznym w Unii Europejskiej. Na tej podstawie produkty oznaczane nazwą traditional Cumberland sausage (z ang. tradycyjna kiełbasa Cumberland) wytwarzane mogą być wyłącznie w hrabstwie Kumbria.